# Riemannův prostor
Riemannovým (riemannovským) prostorem nebo též Riemanovou varietou, je v matematice a fyzice označován prostor, na kterém je možné měřit vzdálenosti bodů a úhly tečných vektorů. Pojmenování je po matematikovi Bernhardovi Riemannovi. Speciální případy Riemannových prostorů jsou Euklidovská rovina, rovina Lobačevského a kulová plocha se sférickou geometrií.

## Formální definice
V matematice se Riemanův prostor obvykle definuje jako hladká varieta M, na které je dána metrika g. Tato dvojice se často značí (M,g). Pokud g není pozitivně definitní, mluví se často o pseudoriemanově varietě. Pomocí této metriky se dá definovat beztorzní metrická konexe {\displaystyle \nabla ^{g}} na M (tzv. Levi-Civitova konexe), díky níž můžeme definovat geodetiky - zobecněné přímky - a také paralelní přenos vektorů podél křivek. Křivost této konexe se označuje jako křivost Riemannova prostoru.

## Příklad
Nejjednodušším příkladem je euklidovský prostor {\displaystyle E_{n}}. Jiný ilustrativní příklad je sférická geometrie: prostor M je sféra (povrch koule v Euklidově prostoru), a metrika g funkce, která měří velikosti a úhly tečných vektorů na sféře přirozeným způsobem. To nám definuje délku křivek na sféře a vzdálenost dvou bodů definujeme jako vzdálenost nejkratší křivky, která je spojuje. Dá se dokázat, že takovéto křivky (tzv. geodetiky) jsou vždy částí nějaké kružnice se středem uprostřed koule, která sféru definuje (například poledníky na zeměkouli). Pokud definujeme přímky jako tyto velké kružnice, dostáváme geometrii, v které platí první čtyři Euklidovy postuláty, ale pátý neplatí: každé dvě přímky se totiž protnou. Součet úhlů v trojúhelníků je na sféře vždy větší než dva pravé úhly.

## Využití
V Einsteinově obecné teorii relativity se časoprostor modeluje jako pseudoriemannova varieta.